# Pradosia spinosa
Pradosia spinosa – gatunek drzewa należącym do rodziny sączyńcowatych. Jest gatunkiem występującym na terenie Konga.